# Barracuda (TV-program)
Barracuda är ett danskt TV-program som riktar sig till äldre barn, 8-12-årsåldern. Programmet sänds 17.00-18.00 varje vardag och på helgförmiddagar samt vid extra tillfällen under skolloven. Barracuda är egentligen ett virtuellt program i vilket man visar andra program, däribland Troldspejlet och Amigo. Programmet har även utvidgats till radiokanalen DR Barracuda.
Programmet började sändas i januari 2002 och ersatte då Børne1'eren.